# When I'm with You
Singles de Sparks
Tryouts for the Human Race
(1979) I Predict
(1982)
When I'm With You est une chanson du groupe Sparks sortie en single en 1980 et extraite de l'album Terminal Jive.
Produit par Giorgio Moroder et Harold Faltermeyer et écrit par les frères Mael, Ron et Russell, le titre est le premier single du groupe à connaître un énorme succès en France où il s'écoule à plus de 500 000 exemplaires.

## Crédits
- Russell Mael - chant
- Ron Mael - claviers
- WG Snuffy Walden - guitare
- Richie Zito - guitare basse
- Harold Faltermeyer - claviers
- Keith Forsey - batterie
- Laurie Forsey - chœurs

## Classements et certifications
| Classement (1980)             | Meilleure place |
| ----------------------------- | --------------- |
| Australie (Kent Music Report) | 17              |
| France (IFOP)                 | 4               |

| Classement (1980) | Meilleure place |
| ----------------- | --------------- |
| France (IFOP)     | 22              |

| Pays   | Certification | Ventes certifiées |
| ------ | ------------- | ----------------- |
| France | Or            | 500 000           |